# 裾野郵便局
裾野郵便局（すそのゆうびんきょく）
- 静岡県裾野市にある郵便局。本記事にて記述する。

裾野郵便局（すそのゆうびんきょく）は静岡県裾野市にある郵便局。民営化前の分類では集配普通郵便局であった。

## 概要
住所：〒410-1199 静岡県裾野市佐野524-1

## 沿革
- 1874年（明治7年）7月 - 佐野（さの）郵便取扱所として開設[1]。
- 1875年（明治8年）1月1日 - 佐野郵便局（五等）となる。
- 1885年（明治18年）10月1日 - 貯金取扱を開始。
- 1890年（明治23年）4月1日 - 為替取扱を開始。
- 1952年（昭和27年）5月1日 - 裾野郵便局に改称[2]。
- 1955年（昭和30年）4月11日 - 電気通信業務の取扱を裾野電報電話局に移管。
- 1973年（昭和48年）6月25日 - 特定郵便局から普通郵便局に局種別改定。同日、和文電報受付および電話通話業務を開始。
- 1999年（平成11年） - 外国通貨の両替および旅行小切手の売買に関する業務取扱を開始。
- 2007年（平成19年）10月1日 - 民営化に伴い、併設された郵便事業裾野支店に一部業務を移管。
- 2012年（平成24年）10月1日 - 日本郵便株式会社発足に伴い、郵便事業裾野支店を裾野郵便局に統合。
- 2015年（平成27年）2月2日 - 須山郵便局から「410-12xx」区域の集配業務を移管。

## 取扱内容
- 郵便、印紙、ゆうパック、内容証明
- 貯金、為替、振替、振込、国際送金、国債、投資信託
- 生命保険、バイク自賠責保険、自動車保険
- ゆうちょ銀行ATM
- 「410-11xx」「410-12xx」区域（裾野市全域）の集配業務
- ゆうゆう窓口

## 周辺
- 裾野市民体育館
- 裾野赤十字病院
- 静岡県立裾野高等学校
- 国道246号
- 黄瀬川

## アクセス
- JR御殿場線 裾野駅から徒歩約15分
- 裾野市内循環バス（すそのーる） 裾野郵便局前停留所、もしくは富士急シティバス 裾野赤十字病院停留所下車
- 東名高速道路 裾野ICから南へ約5km、伊豆縦貫自動車道 長泉ICから北へ約4km
- 駐車場あり：20台